# Onggi

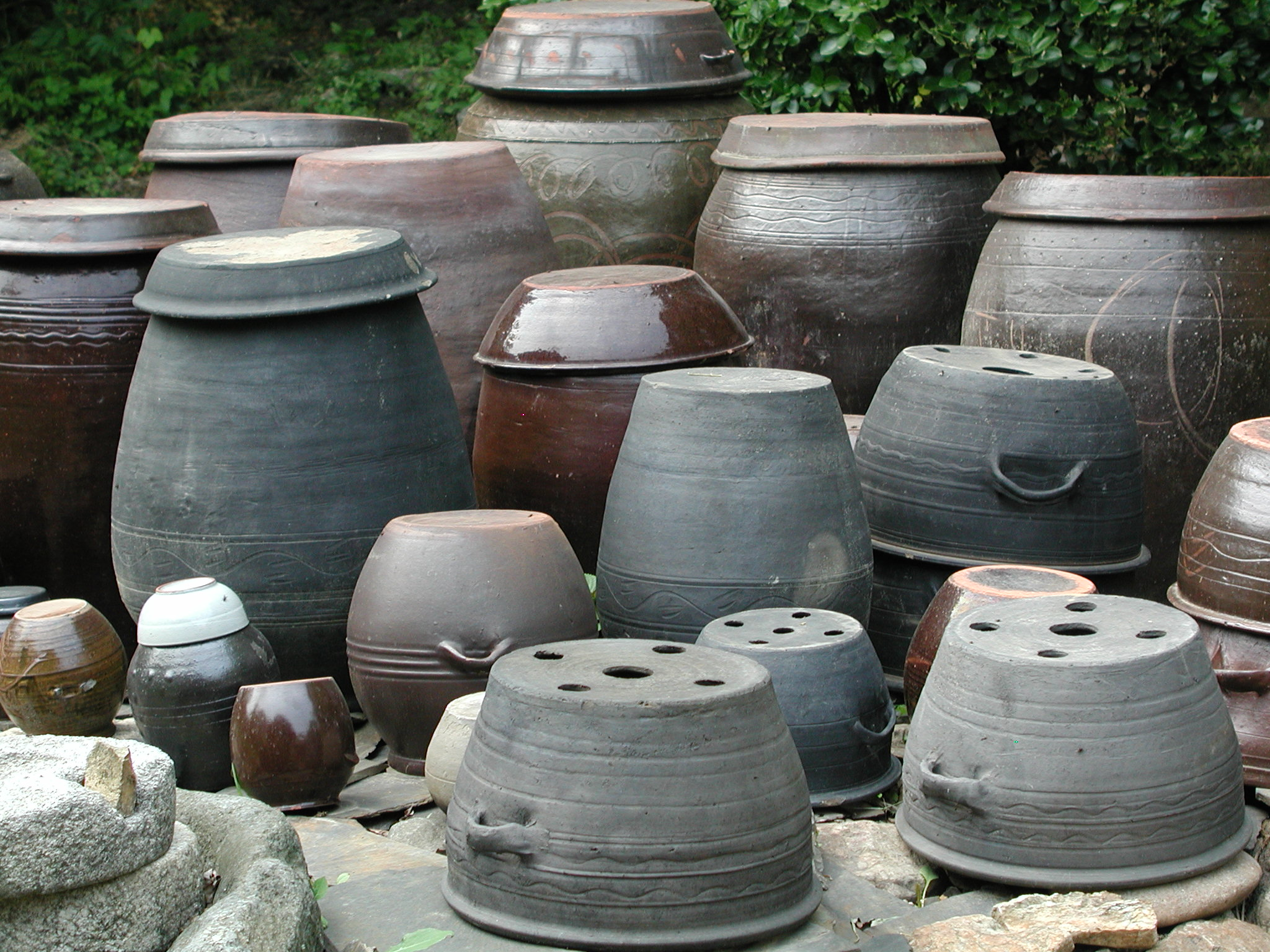
Különféle onggi a Kjonggi (Gyeonggi) tartományban található szabadtéri néprajzi múzeumban

Az onggi (hangul: 옹기, handzsa:  甕器) az ételek (leginkább a fermentált kimcshi (kimchi), kandzsang (ganjang), töndzsang (doenjang) stb.) tárolására használt hagyományos koreai agyagedények összefoglaló neve. Az onggi tipikusan nagy méretű, öblös, zománcozott agyagedény. Az onggi edények társadalmi hovatartozástól függetlenül minden koreai háztartásban megtalálhatóak voltak, egészen a közelmúltig, amikor is a tömeggyártott edények elkezdték kiszorítani a hagyományos kézműves onggikat. Az edények készítésének technológiája, valamint a korongozás és a felrakás sebessége merőben eltér a nyugati kultúrákban ismert fazekasmódszerektől, nagy mérete ellenére az ongginak csak öt centiméter vastag a fala.

## Története

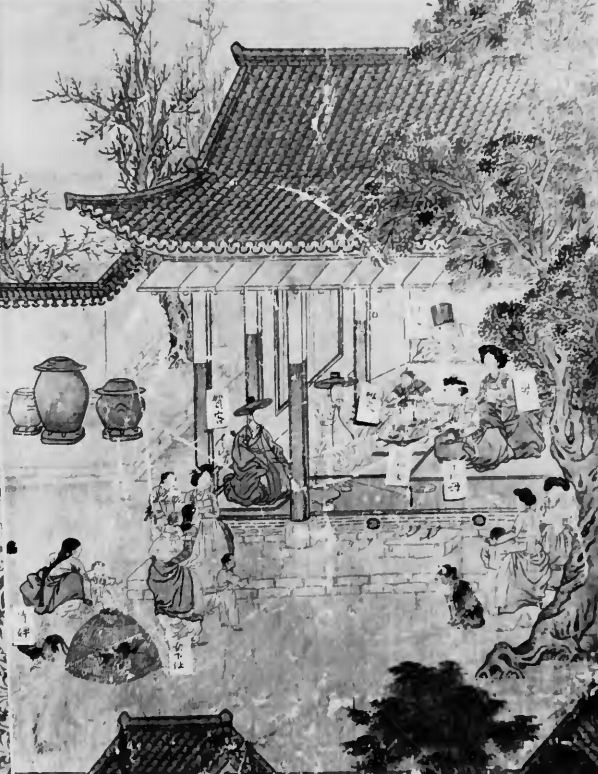
A legkorábbi ismert onggiábrázolás a Hong Iszan (Hong Yi-san) élete képekben című tábláról (1781), mely a Koreai Nemzeti Múzeumban található

Az onggi színezett agyagból készül, fehér kvarchomokot tartalmaz, ami az elkészült edényen is látszik. Az agyag feldolgozatlan, nem finomítják, hanem nyers formájában használják fel. Eleinte domboldalba épített alagút kemencében égették, majd később fokozatosan áttértek a többkamrás kemencére. A hosszú, egyetlen kamrából álló alagút kemence nyomait már a 3. századi Pekcse királyság idejére is vissza lehet vezetni. A többkamrás kemence megjelenésével megkezdődött a zománcozott edények készítése is. Az onggik általában sárgásbarna, barnászöld, sötétbarna és fekete zománcot kaptak. Az onggi jellegzetes alakjára hasonlító leletekre bukkantak a Korgurjo (Goguryeo) (i. e. 37. – i. sz. 7. század) korból. Ezt az edényalakot a Kodzsoszon (Gojoseon) korra lehet visszavezetni (i. e. 2. század előtt) és a kőedények alakjából származtatható.

## Típusok és használat
Az onggit nem csak tárolásra használták, hanem ételkészítéshez is. Léteztek például szodzsu (soju)főzésre, ttok (ddeok) gőzölésére, ecetkészítésre használt változatok is. Az edényeket a csangdokte (jangdokdae) (장독대) nevű teraszon tárolták közel a konyhához, ahol jól érte a napfény és a levegő. A királyi udvar hasonló funkciójú teraszának elnevezése jomgo (yeomgo) (염고) volt, és a csanggo mama (janggo mama) (장고 마마) titulust viselő udvarhölgy volt érte a felelős. Az onggitípusok elnevezése általában attól függött, mit tároltak benne, a csotkaldok (jeotgaldok) (젓갈독) például csotkal (jeotgal) (fermentált tenger gyümölcsei) tárolására készült, a jangnjom tandzsi (yangnyeom danji)ban (양념단지) pedig fűszerkrémeket (töndzsang (doenjang), kocshudzsang (gochujang)) tároltak. Télire a kimcshi (kimchi)t tartalmazó nagyméretű onggit földbe ásták, így tartották frissen a kimcshit. A leásott edények fölé szalmakunyhót emeltek, így védték az esőtől és a hótól.

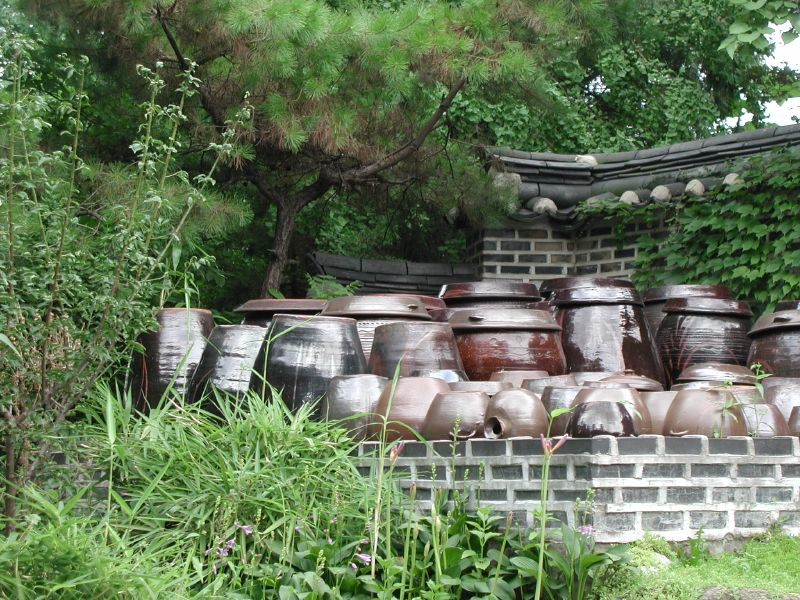
csangdokte (jangdokdae), az onggi tárolására használt emelt terasz
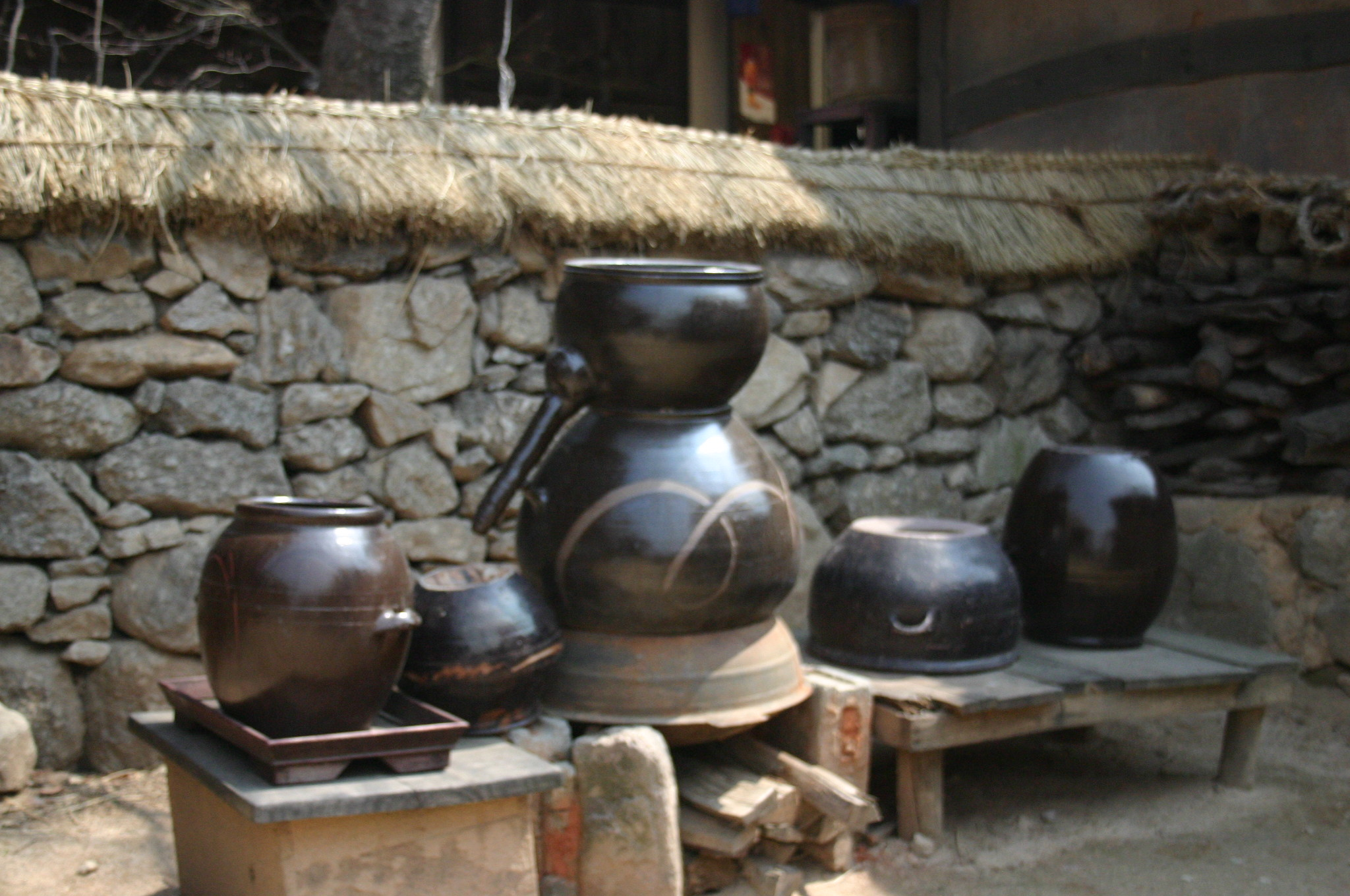
Különféle onggi, középen a szodzsu (soju) főzésére használt szodzsugori (sojugeori)